# Plas van Heenvliet
De Plas van Heenvliet is een voormalige zandwinput gelegen tussen de Nederlandse dorpen Zwartewaal en Heenvliet. De put is ontstaan in de 70'er en 80'er jaren van de 20e eeuw, tijdens de grootschalige zandwinning voor de aanleg van infrastructurele werken in de regio Rotterdam. Na de zandwinning was een diepe put ontstaan, waarin flora en fauna moeilijk gedijden. Daarnaast bestonden er, vanwege de diepte en de steile oevers, veiligheidsrisico's. Het totale gebied is ongeveer 45 hectare groot, waarvan 30 hectare plas. De plas is op de diepste plekken uitgegraven tot ongeveer 35 meter.

## Toekomst
De plas zal minder diep worden gemaakt tot maximaal tien meter diepte en worden omgevormd tot een recreatiegebied met de mogelijkheid om te wandelen, vissen en sporten.